# Liksy Joseph
Liksy Joseph (* 17. Februar 1990) ist eine ehemalige indische Leichtathletin, die sich auf den Siebenkampf spezialisiert hat. 2015 wurde sie in dieser Disziplin in Wuhan Vizeasienmeisterin.

## Sportliche Laufbahn
Ihren ersten internationalen Wettkampf bestritt Liksy Joseph im Jahr 2013, als sie bei den Asienmeisterschaften in Pune mit 4989 Punkten den siebten Platz belegte. 2015 gewann sie bei den Asienmeisterschaften in Wuhan mit 5554 Punkten die Silbermedaille hinter der Usbekin Yekaterina Voronina und 2017 wurde sie bei den Asienmeisterschaften in Bhubaneswar mit 5633 Punkten Vierte. 2019 beendete sie dann ihre aktive sportliche Karriere im Alter von 29 Jahren.
In den Jahren 2012 und 2018 wurde Joseph indische Meisterin im Siebenkampf.

## Persönliche Bestleistungen
- Siebenkampf: 5633 Punkte, 9. Juli 2017 in Bhubaneswar
  - Fünfkampf (Halle): 3478 Punkte, 28. Januar 2012 in Bengaluru